# モハーヴェ (カリフォルニア州)

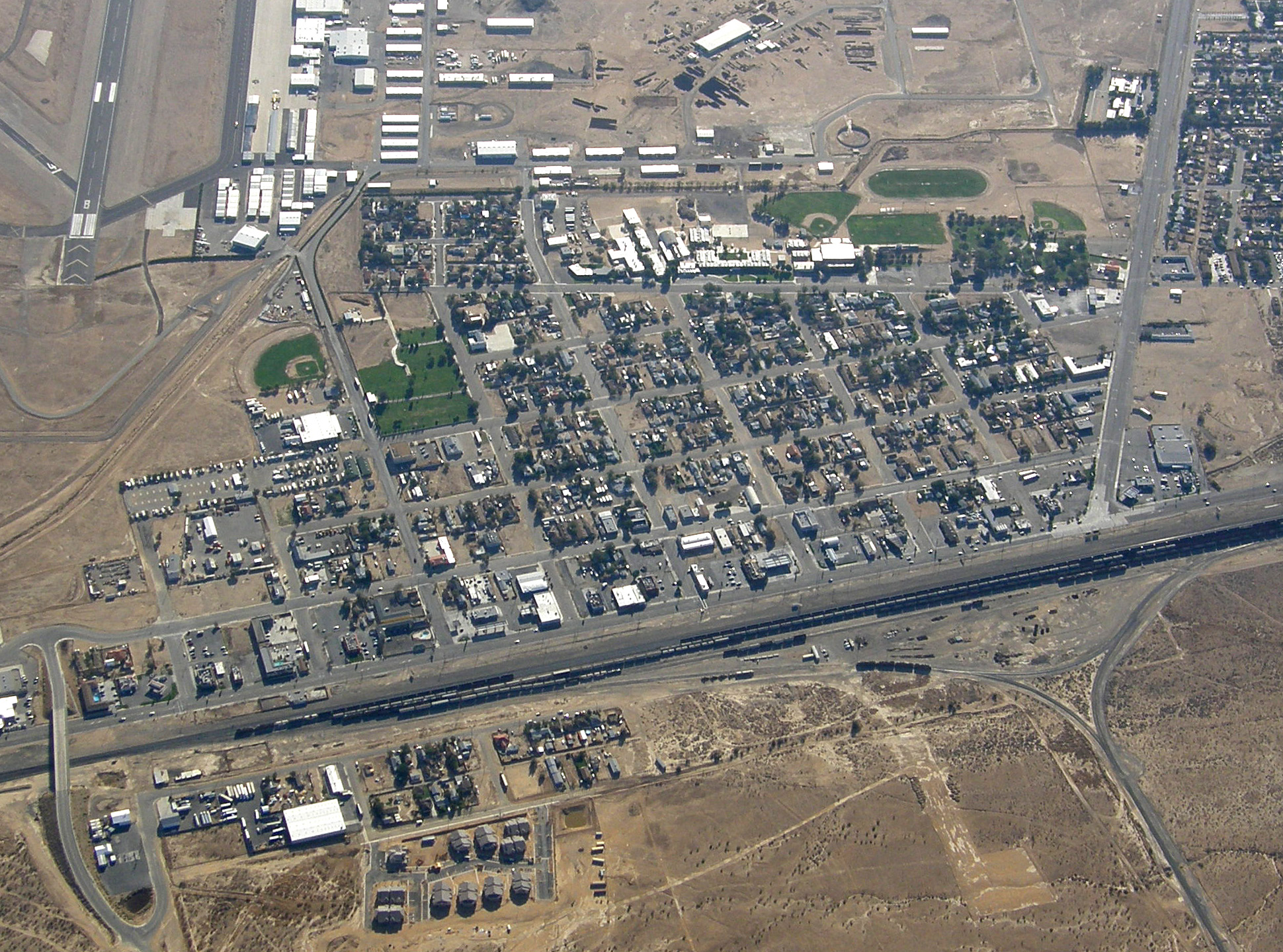
10000 ft上空からモハーヴェの東

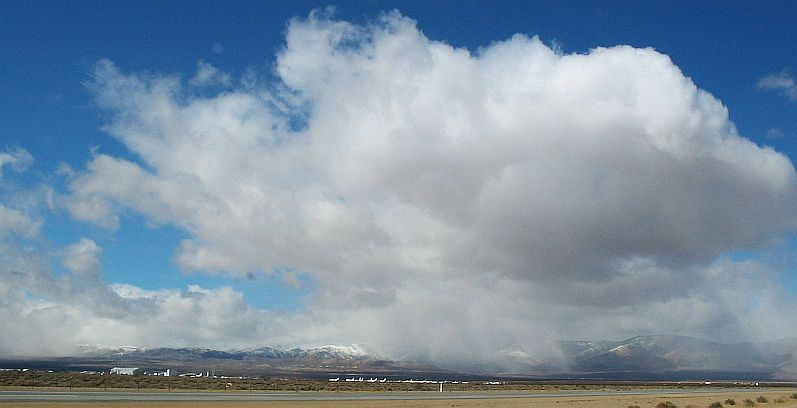
近くのハイウェイ58から見たモハーヴェ航空宇宙港

モハーヴェ (英語: Mojave、以前はMohave ）は、米国カリフォルニア州カーン郡にある法人化されていないコミュニティ。ベーカーズフィールドの東50マイル (80 km)、ロサンゼルスの北 100マイル (161 km)に位置し、標高は842メートル (2,762 ft)。町はモハーヴェ砂漠の西部、オーククリークパスとテハチャピ山地の下と東に位置している。
2010年の国勢調査の人口は4,238人で、2000年の国勢調査の3,836人から増加している。

## 歴史
モハーヴェの町の歴史は、1876年にサザン・パシフィック鉄道の建設キャンプとして始まった。1884年から1889年まで、デスヴァレーのハーモニー・ボラックス・ワークスにある266キロメートル (165 mi)の20・ミュール・チームの西端だった。その後、ロサンゼルス上水路建設の本部として機能した。

### モハーヴェ空港（航空および軍事用途）
モハーヴェの近隣には、エドワーズ空軍基地、チャイナレイク海軍航空兵器基地、パームデール地域空港など、航空・宇宙関係の施設が数多くある。モハーヴェ空港は、通常の空港業務に加えて、飛行試験、宇宙産業の開発、航空機の整備と保管なども行なっている。市内に最も近い飛行場は以前モハーヴェ空港として知られていたが、現在はモハーヴェ航空宇宙港の一部になっている。

### モハーヴェ航空宇宙港
2012年11月20日、EKAD理事会は、地区の名前をモハーヴェ航空宇宙港に変更することを決議し、翌年の2013年1月1日に変更された。
空港には現在、スケールド・コンポジッツや民間の国立テストパイロット学校などのさまざまな航空宇宙企業や機関の本拠地がある。
町内には、世界中をノンストップで燃料を補給せずに飛行した最初の航空機であるルータン ボイジャーが保管されている。またモハーヴェ航空宇宙港は、米国で最初の内陸宇宙港であり、2004年6月21日にスペースシップワンが打ち上げられた最初の民間宇宙飛行の場所である。近隣にはモハーヴェ交通博物館もある。

## 地理
モハーヴェは北緯35度03分09秒 西経118度10分26秒 / 北緯35.05250度 西経118.17389度 にあります。 アメリカ合衆国国勢調査局によると、町の総面積は58.4平方マイル (151 km2)。

### 気候
| モハーヴェの気候                   | モハーヴェの気候 | モハーヴェの気候 | モハーヴェの気候 | モハーヴェの気候 | モハーヴェの気候 | モハーヴェの気候 | モハーヴェの気候 | モハーヴェの気候 | モハーヴェの気候 | モハーヴェの気候 | モハーヴェの気候 | モハーヴェの気候 | モハーヴェの気候 |
| 月                                 | 1月              | 2月              | 3月              | 4月              | 5月              | 6月              | 7月              | 8月              | 9月              | 10月             | 11月             | 12月             | 年               |
| ---------------------------------- | ---------------- | ---------------- | ---------------- | ---------------- | ---------------- | ---------------- | ---------------- | ---------------- | ---------------- | ---------------- | ---------------- | ---------------- | ---------------- |
| 平均最高気温 °C （°F）             | 14.1 (57.4)      | 16.2 (61.2)      | 17.9 (64.2)      | 21.6 (70.9)      | 26.6 (79.9)      | 32 (90)          | 36 (97)          | 35.4 (95.7)      | 31.6 (88.9)      | 25.9 (78.6)      | 18.4 (65.1)      | 14.1 (57.4)      | 24.15 (75.53)    |
| 日平均気温 °C （°F）               | 7.1 (44.8)       | 9.1 (48.4)       | 10.9 (51.6)      | 14.1 (57.4)      | 19 (66)          | 24 (75)          | 27.8 (82)        | 26.9 (80.4)      | 23.1 (73.6)      | 17.5 (63.5)      | 11 (52)          | 7.1 (44.8)       | 16.47 (61.63)    |
| 平均最低気温 °C （°F）             | 0.2 (32.4)       | 2.1 (35.8)       | 3.9 (39)         | 6.7 (44.1)       | 11.4 (52.5)      | 16.1 (61)        | 19.6 (67.3)      | 18.5 (65.3)      | 14.6 (58.3)      | 9.1 (48.4)       | 3.7 (38.7)       | 0.1 (32.2)       | 8.83 (47.92)     |
| 降水量 mm （inch）                 | 30 (1.18)        | 29 (1.14)        | 25 (0.98)        | 10 (0.39)        | 4 (0.16)         | 1 (0.04)         | 3 (0.12)         | 5 (0.2)          | 7 (0.28)         | 6 (0.24)         | 21 (0.83)        | 22 (0.87)        | 163 (6.43)       |
| 出典：Climate-Data.org, 標高: 845m |                  |                  |                  |                  |                  |                  |                  |                  |                  |                  |                  |                  |                  |